# La Fureur du revenant
Pour plus de détails, voir Fiche technique et Distribution.
La Fureur du revenant (Za jia xiao zi) est un film hongkongais réalisé par Wu Ma, sorti en 1982.

## Synopsis
Après un étrange rêve, le jeune Chu Wang-lei apprend que son meilleur ami Long Xiang vient de décéder. Considérant son décès comme suspect, il va tenter de percer le mystère entourant sa mort.

## Fiche technique
- Titre français : La Fureur du revenant
- Titre original : Ren xia ren
- Titre anglais : The Dead and the Deadly
- Réalisation : Wu Ma
- Scénario : Sammo Hung et Barry Wong
- Photographie : Cheung Yiu-Tsou, Ricky Lau et Li Yu-Tang
- Production exécutif : Raymond Chow et Sammo Hung
- Société de production : Golden Harvest
- Pays d'origine : Hong Kong
- Genre : Action, comédie, horreur
- Durée : 94 minutes
- Date de sortie : 
  -  Hong Kong : 22 décembre 1982

## Distribution
- Sammo Hung : Chu Wang-lei
- Wu Ma : Long Xiang
- Lam Ching-ying : le grand-père de Chu Wang-lei
- Cherie Chung : Ah Yuang
- Chung Fat : L'amant de Li Yu Ying
- Mei Hui Leung : Li Yu Ying
- Peter Chan : un employé du grand-père
- Chau Sang Lau : un employé du grand-père
- Ching Po Chang : M. Ma